# Sint-Willibrorduskerk (Grevelingen)

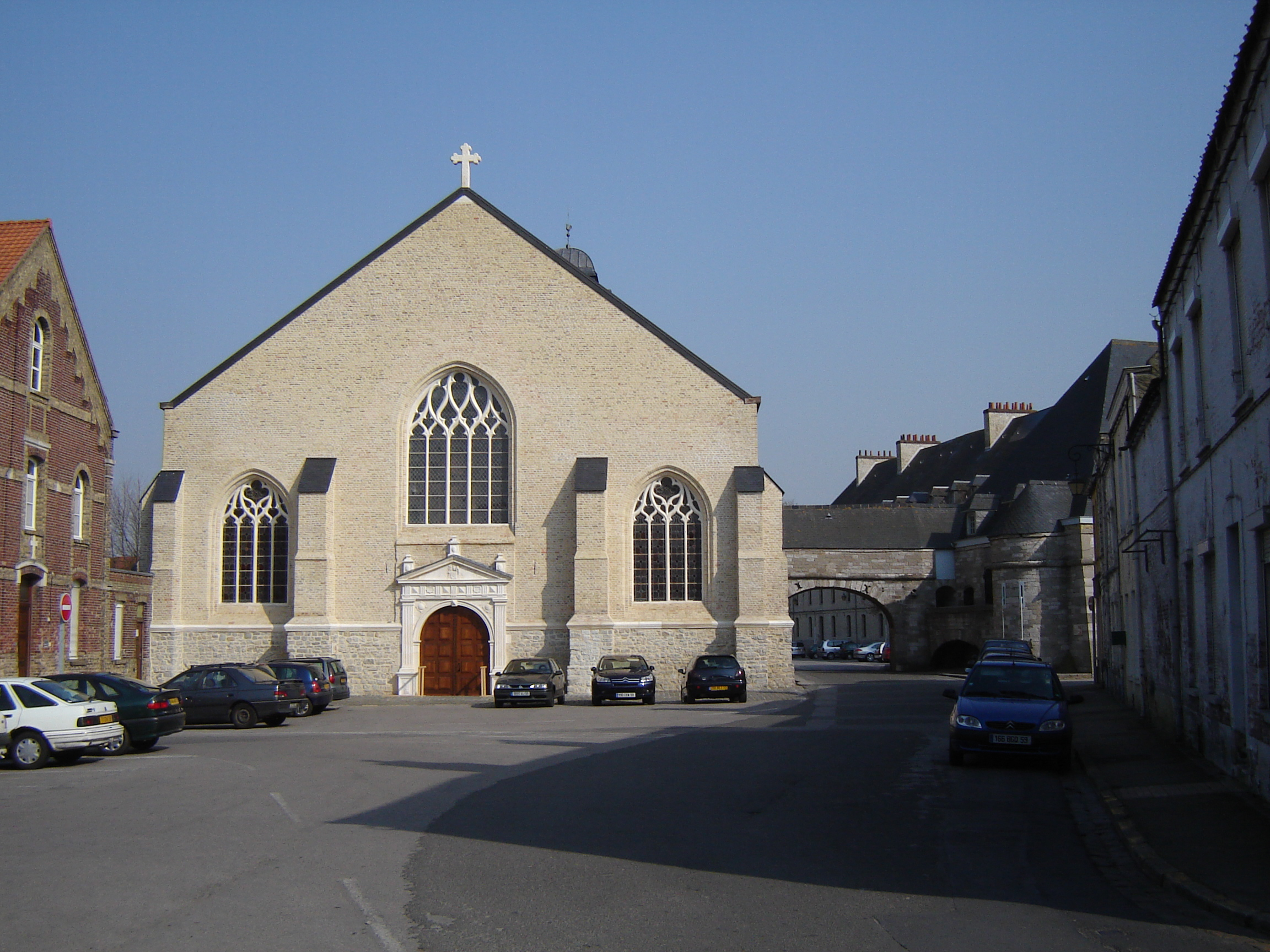
Voorgevel Sint-Willibrorduskerk

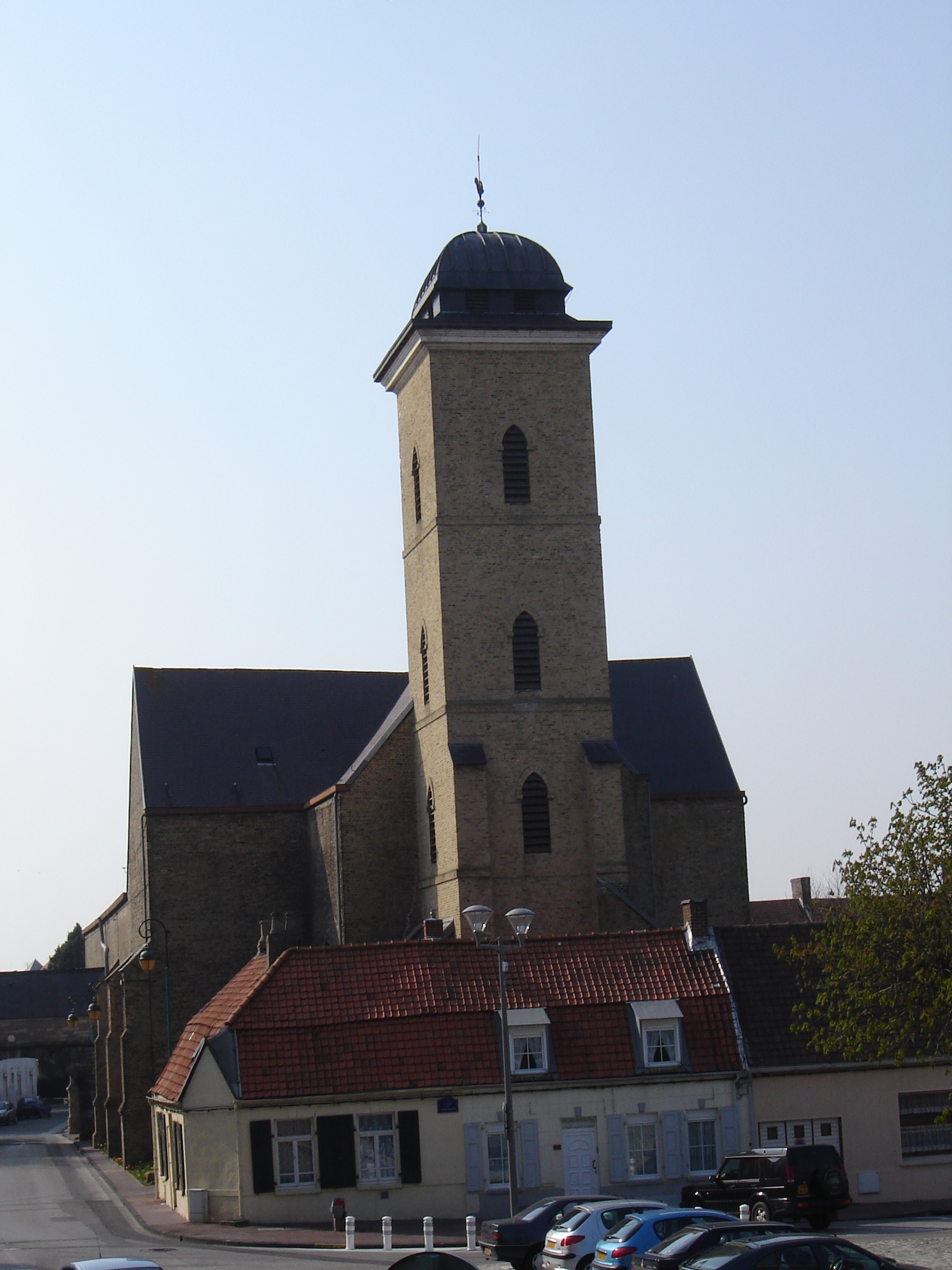
Koorzijde met toren

De Sint-Willibrorduskerk (Église Saint-Willibrord) is de parochiekerk van de in het Franse Noorderdepartement gelegen stad Grevelingen (Gravelines).

## Geschiedenis
Een kerk op deze plaats zou reeds in de 11e eeuw gebouwd zijn en is vernoemd naar de heilige die - naar verluidt - het stadje zou hebben gesticht. De huidige kerk werd gebouwd in 1598 en werd uitgevoerd in laatgotische stijl. Het was een driebeukige hallenkerk. In de loop van de geschiedenis liep de kerk veel schade op, zoals in 1644 toen de stad belegerd werd door Gaston van Orléans en in 1654, toen het buskruitmagazijn ontplofte. Daarna werd de kerk weliswaar hersteld, maar tijdens de Franse Revolutie werd ze gebruikt als exercitieplaats, als pakhuis, als marktplaats en als tempel van de rede.
Naast de hiermee gepaard gaande verwoestingen zorgde in 1800 een orkaan ervoor dat de torenspits naar beneden viel en een kapel vernielde. In 1810 stortte ook de toren in en verwoestte het transept en het koor. Herstelwerk vond plaats in 1823-1824, waarbij de structuur van het bouwwerk werd gewijzigd, maar de gotische bouworde bleef bewaard. In 1900 vonden nog wijzigingen plaats aan het koor en het transept.

## Gebouw
Het is tegenwoordig een driebeukige bakstenen kerk onder zadeldak. De kerk wordt betreden via een renaissanceportaal van 1598. Ook is er een overdekte gaanderij die de kerk verbindt met het huis van de militaire bevelhebber, die aldus de mis kon bijwonen zonder zich onder het volk te begeven. Ook bevindt zich in de gang de waterleiding die het water van het kerkdak afvoerde naar de cisterne. De vierkante toren, achter het koor aangebouwd, heeft een helmdak.

## Interieur
De kerk bezit enkele 16e-eeuwse luiken die van drieluiken afkomstig zijn. Uit 1622 is een beeld van Onze-Lieve-Vrouw van Foy. De preekstoel in renaissancestijl is van 1640. De houten wandbekleding is 17e-eeuws. Het doopvont in gotische stijl is van 1643. De kerk bezit enkele 17e-eeuwse grafmonumenten en diverse 17e-eeuwse schilderijen zoals de Aanbidding der wijzen, de Geseling van Christus en de Kroning van Onze-Lieve-Vrouw.